# Bogatoe
Bogatoe (in russo Богатое?) è un villaggio dell'oblast' di Samara in Russia; è il centro amministrativo del distretto Bogatovskij.
Si trova sulle rive del fiume Samara.